# Verbotsirrtum
Der Verbotsirrtum (lateinisch error iuris) ist ein Irrtum des Täters über die Widerrechtlichkeit seiner Handlung. Beispielsweise sind Subsumtionsirrtümer häufig Verbotsirrtümer.
Irrt der Täter nicht nur über die Widerrechtlichkeit, sondern zusätzlich noch über die Reichweite des vermeintlichen Rechtfertigungsgrundes, spricht man von einem Doppelirrtum.
Bei Unterlassungsdelikten spricht man entsprechend von einem Gebotsirrtum, wenn der Täter seine Handlungspflicht rechtsirrtümlich nicht für verpflichtend (geboten) hält.

## Deutschland

### Abgrenzung
Im Gegensatz zum Tatbestandsirrtum (lateinisch error facti, § 16 StGB) irrt sich der Täter beim Verbotsirrtum nicht über Umstände (Tatsachen und Rechtsvorschriften), welche zu einem Tatbestandmerkmal gehören, sondern über deren rechtliche Bewertung durch die Strafnorm. Ein mit dem Verbotsirrtum verwandter Irrtum ist der Erlaubnisirrtum.
Ein Gegenstück zum Verbotsirrtum ist das Wahndelikt, auch umgekehrter Verbotsirrtum genannt. Beim Verbotsirrtum kennt die das Delikt begehende Person das Verbot nicht. Beim Wahndelikt glaubt sie, gegen ein Verbot zu verstoßen, das in Wirklichkeit aber nicht existiert.

### Gesetzliche Regelung
Der Verbotsirrtum ist im deutschen Strafrecht in § 17 Strafgesetzbuch (StGB) und in § 5 Wehrstrafgesetz (WStrG) geregelt. In gleicher Weise ist die Regelung im Ordnungswidrigkeitenrecht gefasst (§ 11 Abs. 2 OWiG).
§ 17 StGB lautet:

„Fehlt dem Täter bei Begehung der Tat die Einsicht, Unrecht zu tun, so handelt er ohne Schuld, wenn er diesen Irrtum nicht vermeiden konnte. Konnte der Täter den Irrtum vermeiden, so kann die Strafe nach § 49 Abs. 1 gemildert werden.“

Ein Verbotsirrtum liegt dann vor, wenn der Täter die Verbotsnorm nicht kennt, er sie für ungültig hält oder sie in der Weise falsch auslegt, dass er sein in Wahrheit verbotenes Handeln als rechtlich zulässig ansieht. Der Täter irrt also über die Rechtswidrigkeit der Tat in ihrer tatbestandsspezifischen Gestalt. Auf die Kenntnis eines bestimmten verletzten Gesetzes kommt es dabei nicht an.
Beispiel: Wenn ein Ausländer, der aufgrund eines umgeleiteten Fluges unerwartet in Deutschland landet und über kein Wissen deutscher Gesetze verfügt (und auch nicht muss, da er schließlich nicht nach Deutschland reisen wollte), etwas tut, was in Deutschland verboten ist, in anderen Staaten aber typischerweise erlaubt ist (z. B. Hakenkreuze offen tragen), handelt es sich um einen Verbotsirrtum, weil er nicht damit rechnen konnte, ein Gesetz zu brechen.

### Rechtsfolgen
Ein Verbotsirrtum lässt die Schuld des Täters im Falle des § 17 StGB nur dann entfallen, wenn der Irrtum unvermeidbar war (Ignorantia legis non excusat). Vermeidbar ist der Irrtum über die Widerrechtlichkeit dann, wenn das Unrecht für den Täter wie für jedermann leicht erkennbar war oder wenn sich der Täter mit den einschlägigen Vorschriften nicht bekannt gemacht hat, obwohl er seinem Beruf, seiner Beschäftigung oder sonst den Umständen nach dazu verpflichtet gewesen wäre (Beschaffung der erforderlichen Kenntnis z. B. durch Befragung eines Rechtsanwaltes).
Unvermeidbarkeit ist jedoch nur in eher ausgefallenen Konstellationen denkbar und kommt in der Praxis selten vor. Ein Beispiel war das erstinstanzliche Urteil im Mannesmann-Prozess. Der BGH widersprach dieser Entscheidung im Revisionsverfahren jedoch ausdrücklich. Auch im Kartellrecht wird ein entschuldigender Rechtsirrtum nur sehr restriktiv anerkannt, so etwa im Fall Spediteurs-Sammelladungs-Konferenz.
Die strenge Regelung des § 17 StGB wird als gerechtfertigt angesehen, weil der Täter die Kategorien von Recht und Unrecht nicht auseinanderhält; ihm fehlt die Kenntnis oder die Einsicht in das Unrecht. Anders ist die Regelung im Wehrstrafrecht: Begeht ein Soldat eine Straftat auf Befehl, ohne dass ein Befehlsnotstand vorliegt, so trifft ihn nur dann eine Schuld, wenn er erkennt, dass er eine strafbare Handlung ausführt oder dies nach den Umständen offensichtlich ist. Der Grund für die mildere Behandlung der auf Befehl handelnden Militärpersonen ist darin zu erblicken, dass ein Befehl, insbesondere im Felde, unverzüglich auszuführen ist und der Soldat nicht die Möglichkeit hat, sich im gleichen Maße wie ein Zivilist über die Rechtmäßigkeit seines Handelns Kenntnis zu verschaffen.

## Österreich und Schweiz
In Österreich heißt der Verbotsirrtum Rechtsirrtum. Er ist in § 9 öStGB normiert.
In der Schweiz wird in Anlehnung an das frühere Recht ebenfalls von einem Rechtsirrtum gesprochen (Art. 21 StGB/Art. 17 MStG).
Der in Österreich und der Schweiz gebräuchliche Begriff des Rechtsirrtums ist für die Abgrenzung zum Tatbestandsirrtum nicht hilfreich, weil Irrtümer über Rechtsvorschriften, die zu einem Tatbestandmerkmal (normative Tatbestandsmerkmale) gehören, keine Verbotsirrtümer (bzw. Rechtsirrtümer i. S. v. öStGB und CH-StGB) darstellen. So entschied in Österreich der Oberste Gerichtshof (OGH) 1994:

„Ein Rechts-(Verbots-)Irrtum gemäß § 9 StGB kann auf zweifache Weise entstehen: Der Täter kann irrtümlich glauben, der von ihm verwirklichte Sachverhalt beinhalte generell keinen Verstoß gegen die Rechtsordnung (direkter Verbotsirrtum); er kann aber auch die generelle Rechtswidrigkeit seines Verhaltens erkennen, dieses im konkreten Fall jedoch dennoch für erlaubt halten, weil er irrtümlich einen nicht existierenden Rechtfertigungsgrund annimmt oder die Grenzen eines existierenden Rechtfertigungsgrundes verkennt (indirekter Verbotsirrtum). Allerdings ist nicht jeder Irrtum über rechtliche Vorschriften ein Irrtum über die Bewertung der Rechtswidrigkeit des eigenen Verhaltens, wie er im § 9 StGB vorausgesetzt wird. Erkennt jemand zB bei normativen Tatbildmerkmalen den sozialen Gehalt eines Sachverhaltselementes deshalb nicht, weil er über Rechtsvorschriften irrt, so fehlt ihm schon der Vorsatz bezüglich des Merkmales.“

Das österreichische Recht spricht statt von Vermeidbarkeit von Vorwerfbarkeit, meint aber in der Sache dasselbe.

## Common Law
Im anglo-amerikanischen Recht wird der Verbotsirrtum als error of law oder mistake of law bezeichnet.

## Fallkonstellationen
Im Verbotsirrtum sind mindestens vier Fälle denkbar:

### Irrtum über die Existenz einer Verbotsnorm („Verbotsirrtum“)
Hier kennt entweder der Täter die Norm als Ganzes nicht oder er hält sie für nichtig.
Beispiel: Der Täter weiß nicht, dass es ein Sonntagsfahrverbot gibt oder hält es für verfassungswidrig.

### Irrtum über die Existenz einer Erlaubnisnorm („indirekter Verbotsirrtum“ oder „Erlaubnisnormirrtum“)
In diesem Fall weiß der Täter zwar, dass sein Handeln einen Straftatbestand verwirklicht, er nimmt aber irrig einen nicht anerkannten Rechtfertigungsgrund an. Da der Irrtum sich nicht direkt auf eine Strafnorm bezieht (sonst Verbotsirrtum), sondern auf einen Rechtfertigungsgrund (Erlaubnisnorm), wird er auch indirekter Verbotsirrtum oder Erlaubnisnormirrtum (nicht Erlaubnistatbestandsirrtum) genannt.
Beispiel: Ein Beamter nimmt ein Geschenk als Gegenleistung an, in der irrigen Annahme, dies sei gewohnheitsrechtlich gerechtfertigt.

### Irrtum über die Reichweite einer Verbotsnorm („Subsumtionsirrtum im engeren Sinne“)
Ein solcher Irrtum liegt vor, wenn der Täter eine Verbotsnorm zu eng auslegt und so sein Verhalten nicht darunter subsumiert; deshalb wird dies auch „Subsumtionsirrtum“ genannt.
Beispiel: Der Täter geht davon aus, nicht gegen das Sonntagsfahrverbot zu verstoßen, da er meint, sein Leichenwagen sei kein Lastkraftwagen und falle deshalb nicht unter das Fahrverbot. Damit kennt er alle Tatumstände, legt aber ein Tatbestandmerkmal (das des „Lastkraftwagens“) zu eng aus.

### Irrtum über die Reichweite einer Erlaubnisnorm („Erlaubnisgrenzirrtum“)
Der Täter weiß, dass sein Verhalten gegen eine Verbotsnorm verstößt, er hält sein Verhalten aber ausnahmsweise für erlaubt, weil er die Reichweite eines tatsächlich existierenden Rechtfertigungsgrundes überschätzt. Die Erlaubnisnorm wird also zu weit ausgelegt. Aufgrund dessen wird dieser Irrtum auch „Erlaubnissubsumtionsirrtum“ genannt.
Beispiel: Nachdem der Täter einen Angriff eines anderen Menschen abgewehrt hat, versetzt er dem am Boden liegenden Angreifer noch einen Tritt, in dem Glauben, diesem gerechtfertigt noch einen Denkzettel verpassen zu dürfen.